# Messico ai XXI Giochi olimpici invernali
Il Messico ha partecipato ai XXI Giochi olimpici invernali di Vancouver, che si sono svolti dal 12 al 28 febbraio 2010, rappresentato da un solo atleta, Hubertus von Hohenlohe, che ha anche partecipato ai Giochi invernali del 1984,  1988,  1992  e 1994. Aveva 51 anni di età al momento della sua partecipazione, ed è stato anche il portabandiera ufficiale della nazione americana.

## Sci alpino
| Gara    | Atleta                 | 1° manche | 2° manche | Tempo totale | Posizione |
| ------- | ---------------------- | --------- | --------- | ------------ | --------- |
| Slalom  | Hubertus von Hohenlohe | 1'02"09   | 1'05"69   | 2'07"78      | 46        |
| Gigante | Hubertus von Hohenlohe | 1'34"50   | 1'36"97   | 3'11"47      | 78        |